# Серен Петер Лауріц Серенсен
Серен Петер Лауріц Серенсен  ( дан. Søren Peter Lauritz Sørensen; 9 січня 1868, Гауреб'єрг, Данія — 12 лютого 1939, Копенгаген) — данський біохімік, засновник сучасної pH-метрії.
Член Данської королівської академії наук, іноземний член Національної академії наук США (1938).

## Життєпис

### Родина, загальні дані
Серен Петер Лауріц Серенсен, народився в містечку Гауреб'єрг біля міста Слагельсе, розташованого на найбільшому данському острові Зеландія. У Гауреб'єргу народилися також і його батько Ганс Серенсен (Hans Sørensen; 1834—1920), господар ферми в Гауреб'єргу, і його дід Серен Ларсен (Søren Larsen; 1784—1857). Серен Петер Лауріц був старшим сином Ганса Серенсена та його дружини Кірстін Катрін Серенсен (Kirstine Katrine Sørensen; 1842—1930). Крім нього, в сім'ї було ще три сини та три дочки.
1892 року Серенсен одружився з Ганною Луїзою Віллумсен (1870 р. н.), в шлюбі народилось четверо дітей: Інге, Вігго, Артур і Аннеліза. Другим шлюбом він одружився 1918 року з Маргрете Гейруп (1884 р. н.), своєю асистенткою по роботі в лабораторії Carlsberg.
Помер С. П. Л. Серенсен 1939 року в Шарлоттенлунні (передмісті Копенгагена) і похований на кладовищі Вестре в Копенгагені.

### Навчання та початок наукової діяльності

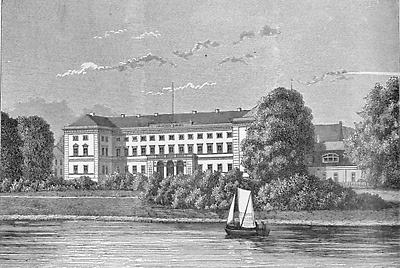
Школа вищого ступеня — Sorø Academy (Соро, Зеландія)

Після закінчення школи вищого ступеня Академія Соро (місто Соро, Зеландія), де він навчався від 1882 до 1886 року, Серенсен вступив до Копенгагенського університету. Почавши свої заняття з медицини, він досить швидко перейшов на хімію. 1891 року, після закінчення університету, Серенсен вступив до Данського технічного університету (Копенгаген), де, під керівництвом С. М. Йоргенсена, почав включився в дослідження в галузі неорганічного синтезу. 1899 року за ці роботи йому присвоєно ступінь доктора філософії.

### Робота в хіміко-фізіологічній лабораторії Carlsberg
Від 1901 до 1938 року Серенсен — керівник престижної хіміко-фізіологічної лабораторії Карлсберга в Копенгагені. Лабораторія, створена при пивоварному заводі Carlsberg, займалася вдосконаленням технології виробництва пива. Працюючи в лабораторії, Серенсен виконав низку піонерських досліджень із синтезу амінокислот, а також із вивчення властивостей білків та ензимів.

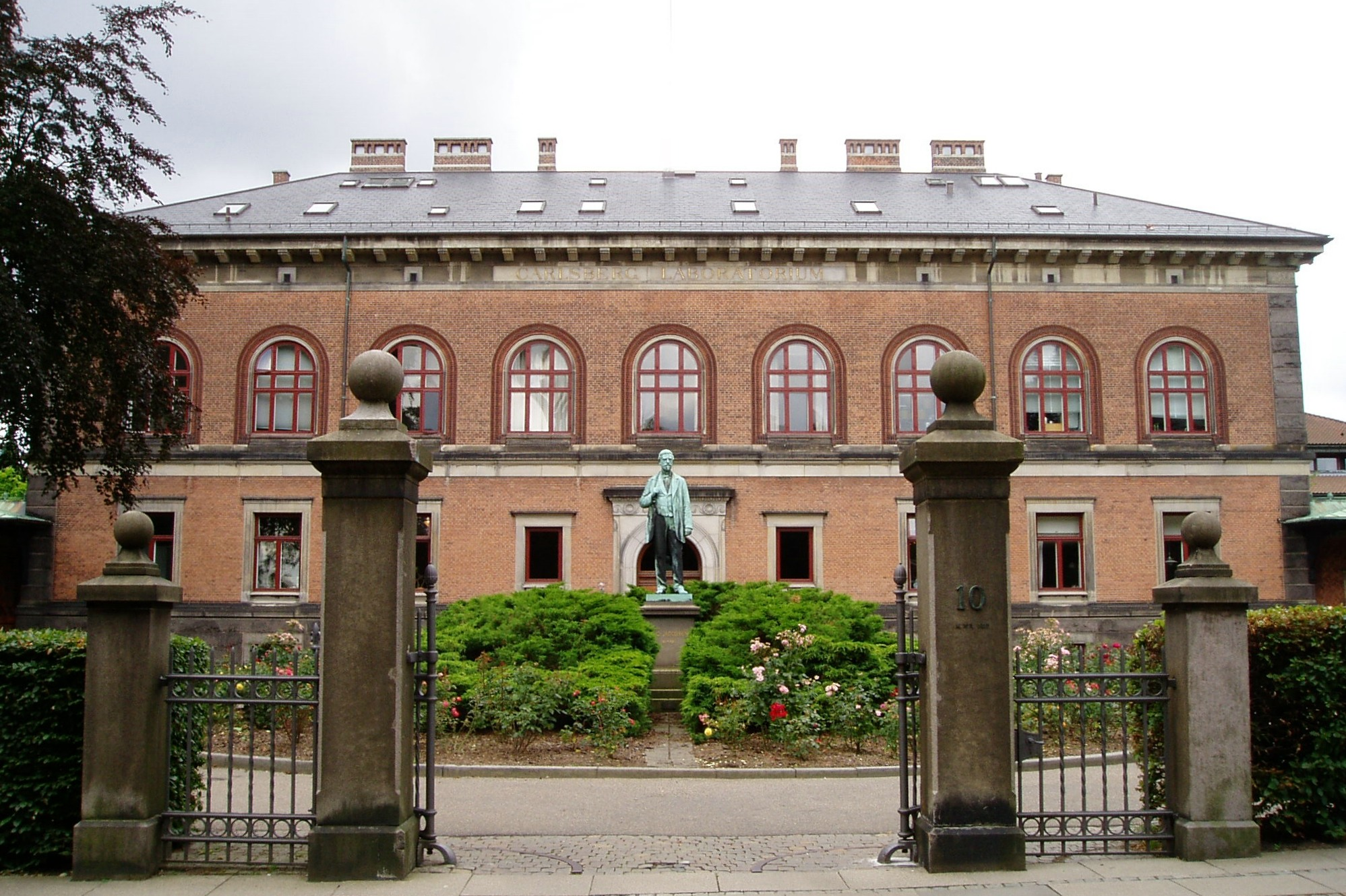
Будівля дослідницької лабораторії пивної компанії «Карлсберг» у Копенгагені, якою С. П. Л. Серенсен керував від 1901 до 1938 року. На передньому плані статуя її засновника промисловця та філантропа Якоба Християна Якобсена (1811—1887)

Іменем Серенсена названо спосіб титрування амінокислот з формальдегідом у присутності гідроксиду калію титрування формолом за Серенсеном, який він запропонував 1907 року:
RCH(NH2)COOH + HCHO + KOH → RCH(NHCH2OH)COOK + H2O.
Роки роботи в лабораторії Карлсберга були для Серенсена дуже плідними, він отримав багато важливих наукових результатів, за які Європейська асоціація хімічних та молекулярних наук (EuCheMS) внесла Серенсена до списку «100 видатних хіміків XX століття», проте в історії науки та техніки Серсенсен залишився перш за все, як вчений, що включив у науковий обіг поняття «pH» і «pH-метрії».

## pH та pH-метрія
Досліджуючи реакції ферментації, Серенсен розробив стандартні методи визначення концентрації йонів водню електрометричним та колориметричним способами. Він запропонував стандартні буферні розчини для калібрування pH-метрів та хімічні індикатори pH, дослідив вплив pH середовища на активність ферментів. Серенсен одним із перших застосував для вимірювання кислотності електрохімічні електроди. Він використовував два електроди: один — платиновий, поміщений у водневий струмінь, інший — каломельний. Цей метод давав точні результати, але складність апаратури заважала впровадженню його в практику.

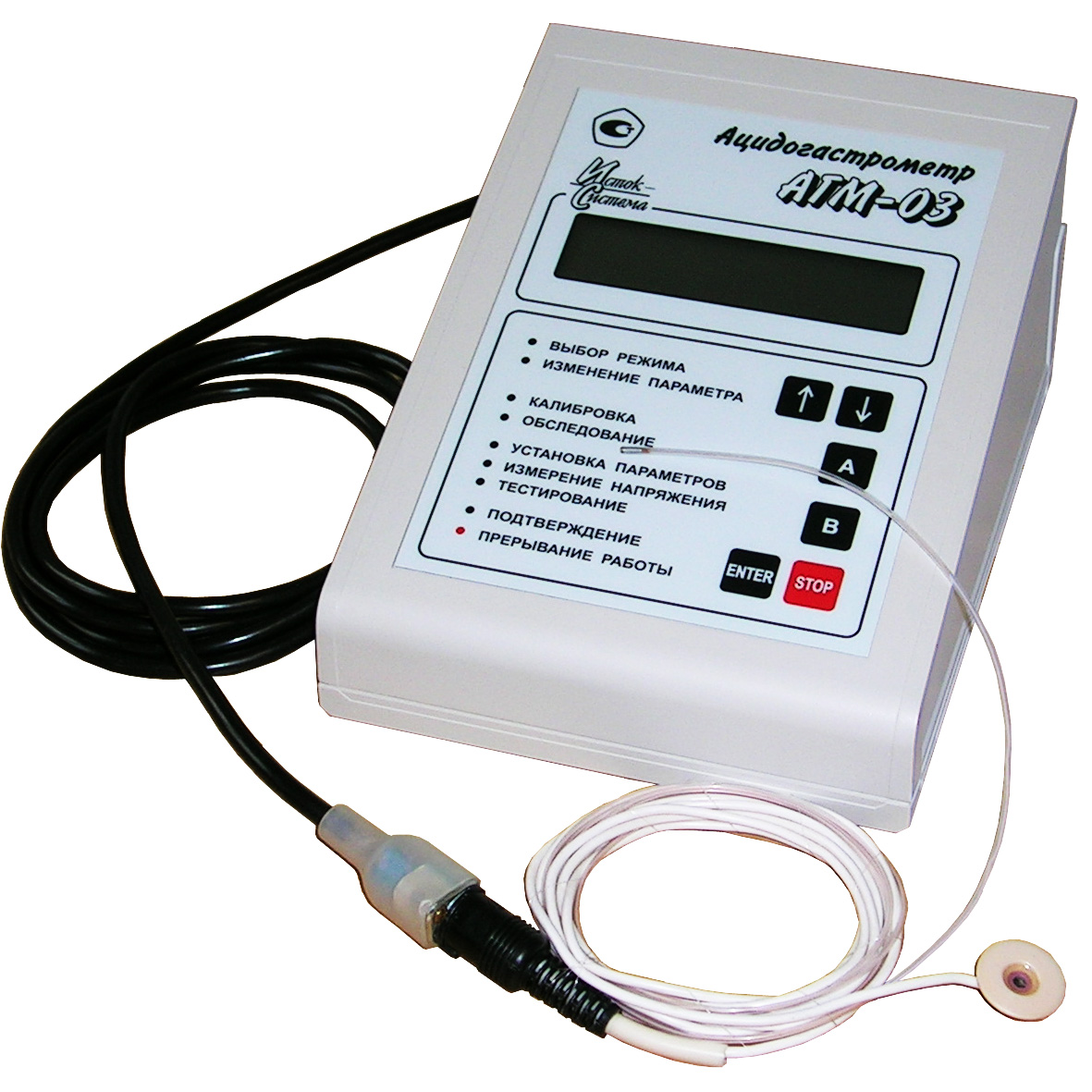
Мікропроцесорний ацидогастрометр у комплекті із зондом для ендоскопічної та короткочасної внутрішньошлункової pH-метрії. Дозволяє виявляти кислотозалежні патології ШКТ та індивідуально добирати лікарську терапію.

Свої дослідження Серенсен опублікував 1909 року в двох статтях одночасно в Німеччині та у Франції. У них він уперше використав водневий показник розчину рН, де p — початкова літера слів Potenz (нім.) та puissance (фр.), які перекладають англійською як power або potency, а українською — показник. Відповідно використовуються словосполучення puissance d'Hydrogen, power of Hydrogen, potency of Hydrogen, pondus hydrogenii та ін. Надалі, напевно, для спрощення друкарського набирання, символ рН замінено на pH.
Шкала pH, яку ввів С. П. Л. Серенсен, і створені на її основі pH-метри застосовують сьогодні для вимірювання кислотності в найрізноманітніших гвалузях: в атомній енергетиці, агрономії, м'ясо-молочній, хлібопекарській промисловості, наукових дослідженнях. Для діагностики захворювань шлунково-кишкового тракту вимірюють кислотність безпосередньо в стравоході, шлунку та (або) дванадцятипалій кишці. Для цього в орган уводять спеціальний pH-зонд, саму процедуру називають внутрішньошлунковою pH-метрією, а прилади для таких досліджень — ацидогастрометрами.